# Chaerilus rectimanus
Espèce
Chaerilus rectimanus est une espèce de scorpions de la famille des Chaerilidae.

## Distribution
Cette espèce se rencontre à Singapour et en Malaisie péninsulaire.

## Description
Le mâle syntype mesure 20 mm et la femelle syntype 24 mm.
Chaerilus rectimanus mesure de 20 à 24 mm.

## Publication originale
- Pocock, 1899 : Descriptions of some new species of scorpions. Annals and Magazine of Natural History, sér. 7, vol. 3, p. 411–420 (texte intégral).